# Anonihija
Anonihija je urođena ili stečena anomalija prstiju i/ili noktiju na nogama, koja može biti posledica urođenog ektodermalnog defekta, ihtioze, teške infekcije, teškog alergijskog kontaktnog dermatitisa, traume izazvane samoozljeđivanjem, Rejnoovog fenomena, lihen planusa, bulozne epidermolize, ili teške eksfolijativne bolesti. Urođeni oblik može biti udružen sa drugim anomalijama — anhidrozom (nedostatkom lučenja znoja), hipotrihozom (razređenošću dlaka) i anodoncijom (nedostajanjem zuba).
Klinički se manifestuje odsustvom (anonihija) ili hipoplazijom (hiponihija) prstiju ili noktiju na nogama.

## Nazivi
Odsutvo noktiju — anonihija — aplazija noktiju — kongenitalni nedostatak noktiju — lat. hiponichia congenita

## Etiologija
Anonihija prema načinu nastanka može biti:
- Urođena ili kongenitalna,[5] koj se definiše kao odsustvo prstiju i/ili noktiju na nogama ili rukama. Može se javiti izolovano bez druge veće koegzistirajuće anomalije.[6]

- Sekundarna, nastala tokom života, kao posledica nekih oboljenja nokatne ploče (vaskularne, gljivične i posttraumatske etiologije).

Anonihia i njena blaža fenotipska varijanta, hiponihia, obično se javljaju kao karakteristika genetičkih sindroma, u vezi sa značajnim anomalijama skeleta i ekstremiteta. Izolovana nonsindromic congenital anonichia / hiponihia je redak entitet koji obično sledi autosomno recesivno nasleđivanje s varijabilnim izrazom, čak i unutar date porodice.
Ovo retko oboljenje obično je posledica mutacija u R-spondin 4 (RSPO4) genu koji se nalazi na kratkom kraku hromozoma 20 (20p13).
Opaženi fenotipovi noktiju variraju od polja nokta do polja nokta smanjene veličine sa odsutnim ili rudimentarnim noktom. Ovaj oblik poremećaja noktiju neki autori (npr Brüchle, Nadina et all.) nazivaju i nesindromnom sa urođenim poremećajem noktiju-4 (NDNC4).

## Klinička slika
U kliničkoj slici dominira nedostatak ili nerayvijenost jednog ili više i/ili više nokatnih ploča na prstima ruku i/ili nogu. Drugih simptoma nema.

## Dijagnoza
Dijagnoza anonihije se postavlja dermatološkim pregledom.

## Terapija
Kod primarne ili urođene anonihije adekvatna terapija za sada ne postoji.
Kod sekundarne anonihije terapija se zansiva na lečenju osnovnog oboljenja. Nakon sprovedene terapije nokat vremenom ponovo može da izraste.

## Literatura
- Ishii Y, et al: Mutations in R-spondin 4 underlie inherited anonychia. J Invest Dermatol 2008; 128: 867.
- Kurth I, et al: Duplications of noncoding elements 5′ ofSOX9 are associated with brachydactyly-anonychia. Nat Genet 2009; 41: 862.
- Blaydon, D. C.; Ishii, Y.; O'Toole, E. A.; Unsworth, H. C.; Teh, M. T.; Rüschendorf, F.; Sinclair, C.; Hopsu-Havu, V. K.; Tidman, N.; Moss, C.; Watson, R.; De Berker, D.; Wajid, M.; Christiano, A. M.; Kelsell, D. P. (2006). „The gene encoding R-spondin 4 (RSPO4), a secreted protein implicated in WNT signaling, is mutated in inherited anonychia”. Nat Genet. 38 (11): 1245—7. PMID 17041604. S2CID 23404430. doi:10.1038/ng1883.

## Spoljašnje veze
|  | Molimo Vas, obratite pažnju na važno upozorenje u vezi sa temama iz oblasti medicine (zdravlja). |